# .ml
.ml je vrhovna internetska domena (country code top-level domain - ccTLD) za Mali. Domenom upravlja Sotelma.

## Vanjske poveznice
- IANA .ml whois informacija  Arhivirana inačica izvorne stranice od 6. listopada 2008. (Wayback Machine)